# Official Dreamcast Magazine (États-Unis)
Official Dreamcast Magazine (généralement abrégé en ODCM et anciennement connu sous le nom de Official Sega Dreamcast Magazine) était un magazine de jeux vidéo pour la Dreamcast publié aux États-Unis. Le premier numéro du magazine est sorti en juin 1999, soit trois mois complets avant le lancement du système. Ce numéro présentait Sonic the Hedgehog sur une couverture noire, ainsi que la date de lancement et certaines des fonctionnalités uniques du système. Le magazine a ensuite publié douze numéros depuis le lancement de la Dreamcast en septembre 1999 jusqu'en mars/avril 2001, peu de temps après l'arrêt de la Dreamcast. À partir du numéro 2, chaque numéro était accompagné d'un GD-ROM contenant des démos de jeux Dreamcast. De nombreux membres du personnel ont ensuite travaillé pour Official Xbox Magazine.
Le magazine était publié tous les deux mois, mais pendant la période des fêtes de 2000, les numéros étaient vendus mensuellement en raison du contenu supplémentaire pertinent disponible pour la saison des achats.